# ريك بوربونيه
ريك بوربونيه هو لاعب هوكي جليد كندي، ولد في 20 أبريل 1955 في تورونتو في كندا.

## وصلات خارجية
- ريك بوربونيه على موقع دوري الهوكي الوطني (الإنجليزية)
- ريك بوربونيه على موقع EliteProspects.com (الإنجليزية)
- ريك بوربونيه على موقع HockeyDB.com (الإنجليزية)
- ريك بوربونيه على موقع Hockey-Reference.com (الإنجليزية)